# Valgismo
In medicina il termine valgismo viene utilizzato per indicare una posizione anomala di una parte di arto (l'esempio più comune è dato dal cosiddetto alluce valgo, ma il fenomeno può interessare anche l'intero piede, una parte della gamba, ecc.), con allontanamento verso l'esterno di un osso in seguito a lesioni o rotture, che porta alla deformità ossea. Il caso contrario, ovvero la deformità verso l'interno, è definito varismo.

## Tipologia
A seconda della parte di arto interessata si hanno diverse tipologie riscontrate in ortopedia:

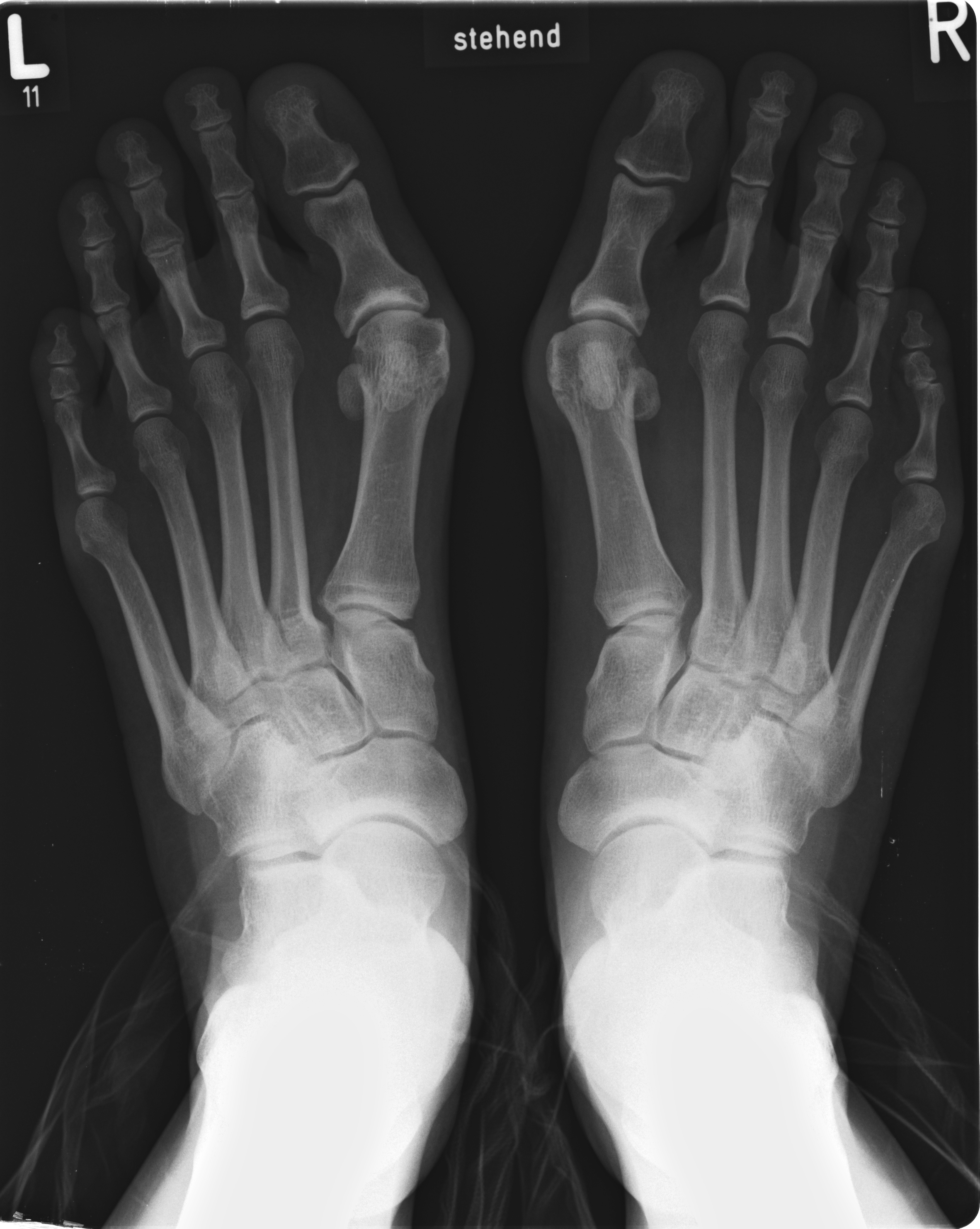
Alluce valgo: come si mostra in radiografia

- Alluce valgo, occorre quando le teste del primo metatarso si allontanano, comune negli anziani.[1]
- Ginocchio valgo
- Coxa valga, che riguarda l'anca
- Piede valgo
- Valgismo tibiale.

## Sintomatologia
Le manifestazioni più gravi riguardano l'andatura che viene ostacolata.

## Eziologia
Le cause sono molteplici, possono essere congenite possono nascere da un evento traumatico oppure in seguito all'evolversi di forme di artrosi. Spesso viene imputata l'obesità come fattore di rischio e diversi studi confermano l'aumento di incidenza nei ragazzi obesi.

## Patologie correlate
Alcune sindromi come la sindrome di Hurler possono manifestarsi in caso di valgismo.

## Esami
Gli esami utilizzati per una corretta diagnosi sono semplicemente l'esame obiettivo, dove alla persona è richiesto di cercare di unire le parti del corpo interessate (ginocchia, piedi) dove l'anomalia si evidenzia e la radiografia per riceverne conferma.

## Terapia
Il trattamento è strettamente chirurgico, l'artrodesi (dove un'articolazione viene sostituita da un'unione ossea) mostra ottimi risultati, o in alternativa si utilizza l'artroscopia, un esame diagnostico ma che al contempo permette di agire sulla possibile lesione. Nei casi più gravi si rende necessario l'artroplastica totale, sostituzione delle parti danneggiate con protesi. In seguito all'operazione la fisioterapia è di sostegno per un pronto recupero delle funzionalità motorie.